# Poór Péter
Poór Péter (Budapest, 1944. szeptember 20. –) Máté Péter-díjas magyar énekes, színész, énektanár. Poór Klára televíziós személyiség öccse.

## Élete és pályafutása
Apja, Poór Lajos kiskunfélegyházi kun származású gépészmérnök volt. Édesanyja, Fehér Margit felvidéki családból származott, akiket kiutasítottak Szlovákiából, így Budapestre kerülve egy kis cukorkaüzemet alapítottak, amelyet az államosításkor elvettek tőlük. Zongora- és hegedűtanulmányokat folytatott, de miként nővére, Poór Klári a Pulzusban meséli, eltörte a kisujját, így 17 éves korától Németh Anna operaénekesnőtől inkább klasszikus éneket tanult. Miután a Magyar Rádió Tánczenei Stúdiójába felvették, Balassa P. Tamás tanítványa volt.
A Magyar Televízió 1967-es Táncdalfesztiválján vált országszerte ismertté a Utánam a vízözön című dallal. 1968-ban a Piros tulipánnal aratott sikert. Azután folyamatosan fellépett sok hazai és főként Kelet-Európa számos színpadán is. Több fesztiválon nyert első díjat vagy közönségdíjat, így Szófiában, Berlinben, Moszkvában, Drezdában, Lipcsében stb.). Slágerei közül a Fekete vonat című dal aranylemez lett, amely egyben az egyik legnagyobb példányszámban eladott magyar hanglemez.
1974-ig a Színművészeti Főiskolára járt, ahol operett-musical szakon végzett Vámos László osztályában. Három évig a Szegedi Nemzeti Színház, majd újabb három évig a Miskolci Nemzeti Színház foglalkoztatta. Hatéves színházi karrierje alatt több főszerepet játszott operákban, operettekben és musicalekben, nagy sikerrel. A Színházi adattárban rögzített bemutatóinak száma 21.
1981 óta újból a táncdalénekléssel foglalkozik.
Miután felhagyott az állandó itthoni színházi fellépéssel, külföldön szerepelt. Három különböző évben is fellépett a berlini Friedrichstadt-Palastban, 1980-tól Kanadában és az USA-ban is szokott turnézni. A Magyarország mai határain túl élő magyar közönség is hívja vendégszereplésekre, többek közt Erdélybe, Felvidékre, Kárpátaljára és Bácskába.
Énekel magyarul, angolul, németül és olaszul. Kétórás önálló műsorában helyet kapnak táncdalok, operett- és musical-részletek.
Népszerűsége az évtizedek során nem csökkent, 1996-ban Ismét szent karácsony éjjel c. albuma aranylemez lett, ez egyben minden idők legsikeresebb magyar karácsonyi lemeze is.
1998-ban megkapta a Magyar Köztársasági Arany Érdemkeresztet a magyar kultúra külföldön való terjesztéséért.
2001 óta nemcsak az USA-ban és Kanadában, hanem kétévente Ausztráliában is színpadra lép. 2005-ben 4 hónapos koncertturnét tudhatott maga mögött, 2006-ban 34 amerikai nagyvárosban énekelt két hónap alatt.
Néhány éve mint szerkesztő-műsorvezető dolgozott a Budapest Európa Televízió egyik szombat esti műsoránál.

## Lemezei

### Nagylemezek
- Karácsonyi ének (Média, 1990)
- A régi szép melódiák (Média, 1990)
- Száll hozzád e dal (Kadencia, 1992)
- Szent karácsony éjjel	(Alfa Studio, 1994)
- Édesanyám kedvenc dalai I. (Kadencia, 1996)

### Kislemezek
- Fekete vonat (másik oldal: Syrius: Nem sírom át) (Qualiton SP 435, 1967)
- Vagy meg kell téged szokni (másik oldal Máté Péter: Rádtört a féltékenység (Qualiton SP 417, 1967)
- Vén csavargó másik oldal: Koncz Zsuzsa: Árván (SP 758, 1970)
- Csak a csókod érdekel / Nincsen annál egyszerűbb (SP 790, 1970)
- Két szál piros virág (Rose rosse) / Boldog szív (Happy Heart) (SP 766, 1970)
- Naptár / Kökörcsin utca 36. (SP 708, 1970)
- Száraz föld / Sose volt jobb dolgom (1971)

## Díjak, kitüntetések
- Magyar Köztársasági Arany Érdemkereszt (1998)
- Máté Péter-díj (2019)[3]